# ICar V23
iCar V23 – elektryczny samochód osobowy typu SUV klasy subkompaktowej produkowany pod chińską marką iCar od 2024 roku.

## Historia i opis modelu

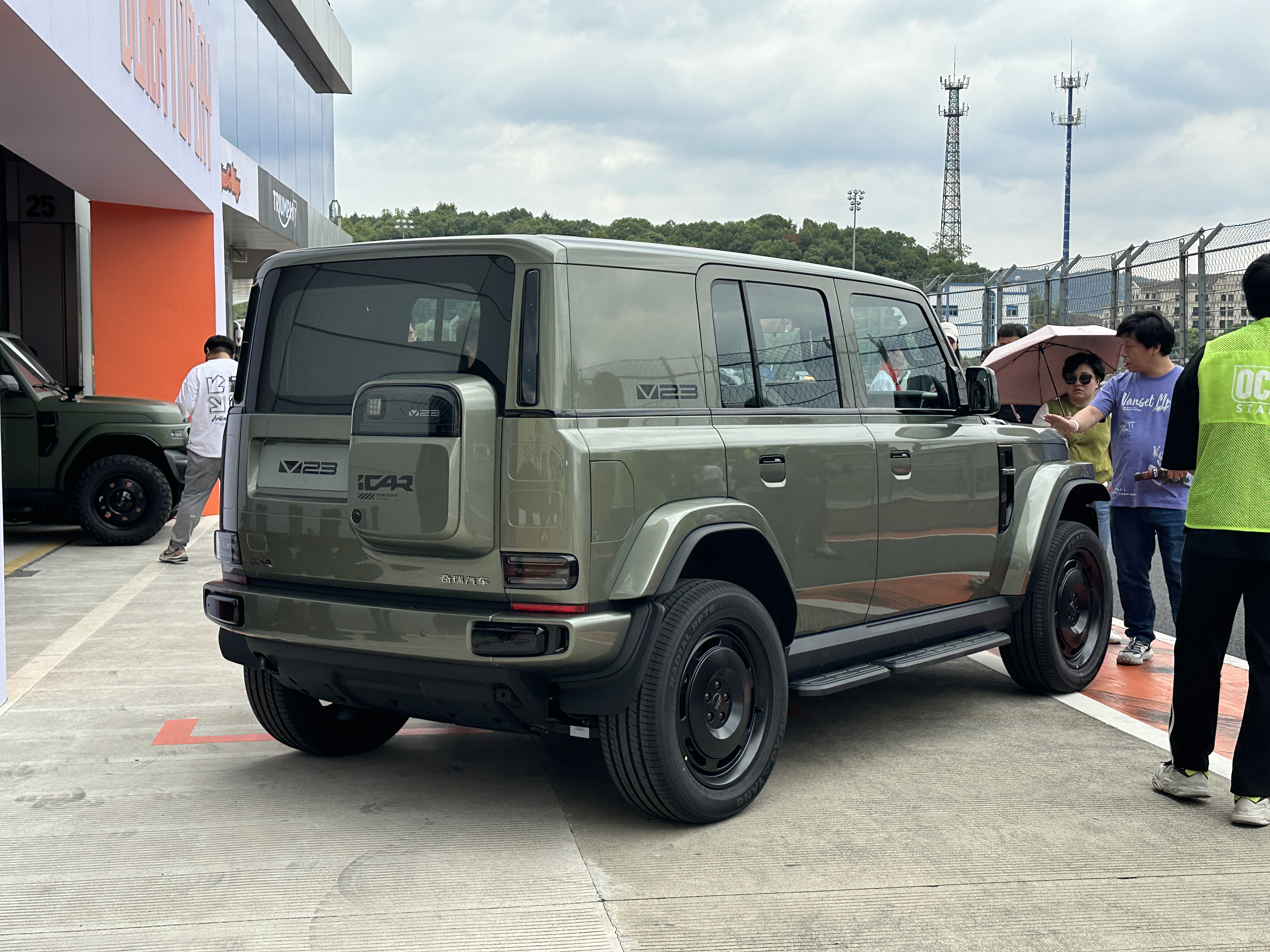
iCar V23 - tył

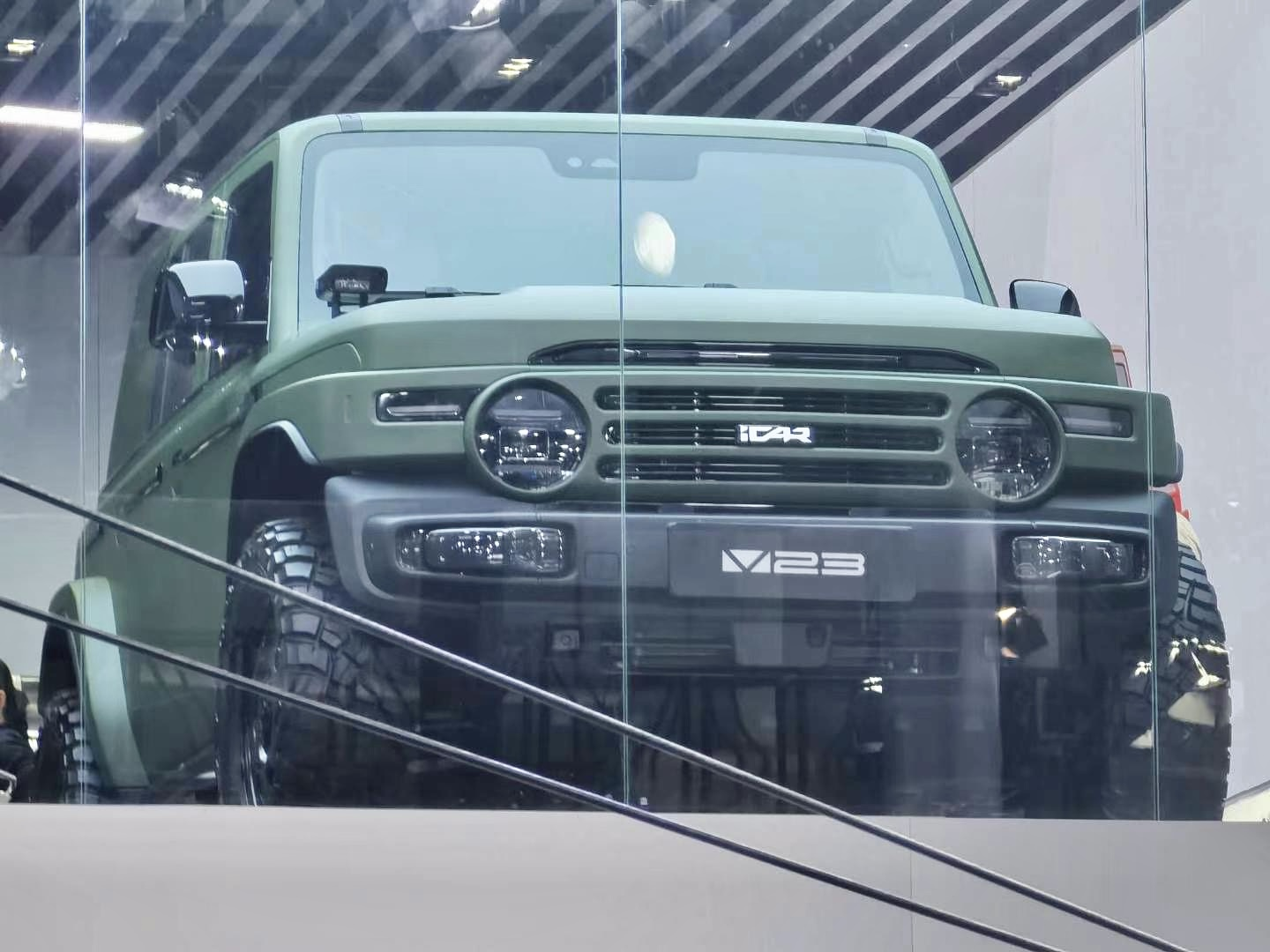
iCar V23 podczas premiery

W kwietniu 2024 iCar, marka chińskiego koncernu Chery Automobile, przedstawił drugi seryjny model w swojej ofercie. Niewielki, subkompaktowy SUV V23 podtrzymał surową estetykę nawiązującą do samochodów terenowych i estetyki offroad, wyróżniając się foremną, zwartą zylwetką z nisko osadzonymi, okrągłymi reflektorami sąsiadującymi z wąskimi, rozbudowanymi kierunkowskazami obejmującymi krwędzie błotników. Podobnie nisko osadzono też tylne lampy, nad którymi znalazł się duży schowek na kable w kształcie zaokrąglonego kwadratu.
Prosta, minimalistyczna kabina pasażerska została zdominowana przez kanciastą konsolę centralną konsolę tworzoną przez dotykowy wyświetlacz systemu multimedialnego, pod którym znalazł się zestaw trzech nawiewów oraz rozbudowany panel fizycznych przycisków do sterowania funkcjami pojazdu.

### Sprzedaż
V23 powstał głównie z myślą o rodzimym rynku chińskim, gdzie sprzedaż rozpoczęła się w drugiej połowie listopada 2024 roku jako najtańszy wówczas model w gamie marki iCar z ceną 110 tysięcy juanów za podstawowy wariant. W ciągu pierwszego miesiąca producent zgromadził 31 tysięcy zamówień na SUV-a, rozpoczynając dostawy z końcem 2024 roku. 

### Dane techniczne
Do napędu iCara V23 wykorzystane zostały dwie specyfikacje oparte na czysto elektrycznym napędzie. Podstawowy tylnonapędowy wariant zyskał silnik o mocy 136 KM, rozpędzając się od 0 do 100 km/h w 4,8 sekundy i posiadając baterię o pojemności 60 kWh z ok. 400 kilometrów zasięgu na jednym ładowaniu. Topowa odmiana AWD z silnikiem 211 KM i 82 kWh baterią zaoferowała kolejno 3,5 sprintu do 100 km/h oraz ok. 500 kilometrów zasięgu na jednym ładowaniu.